# Yubisaki to Renren
Yubisaki to Renren (ゆびさきと恋々?), también conocida como A Sign of Affection en inglés, es una serie de manga japonesa escrita e ilustrada por Suu Morishita. La serie comenzó a realizarse en la revista Dessert de Kodansha en julio de 2019. Hasta febrero de 2025, se han publicado doce volúmenes de tankōbon. Una adaptación de la serie de televisión de anime producida por Ajia-do Animation Works se estrenó en enero de 2024.

## Sinopsis
Yuki es una estudiante universitaria sorda de nacimiento que, a pesar de llevar aparatos auditivos auxiliares, no puede captar ningún sonido. Pese a ello, logra vivir plenamente su vida universitaria, que decidió seguir luego de quedar fascinada por un mundo tan vasto y por sus compañeros que intentan aprovechar al máximo su juventud. No tiene problemas para socializar con los demás y sigue lecciones como los demás estudiantes gracias a la ayuda de su mejor amiga Rin. Un día, mientras viaja en tren, conoce por casualidad a Itsuomi, un chico alto, guapo, seguro de sí mismo y con una gran pasión por los idiomas que se interesa por ella para aprender más sobre la lengua de signos. Yuki logra pedirle su número de teléfono al chico y desde ese momento comienzan a conocerse mejor, y desde ese momento Yuki comienza a descubrir el vasto mundo que la rodea, donde hay muchas cosas por descubrir y aprender; Lo mismo ocurre con Itsuomi, quien gradualmente se siente cada vez más atraído por ella.

## Personajes
Yuki Itose (糸瀬 雪 Itose Yuki?)
 Seiyū: Sumire Morohoshi, Amanda Hinojosa (español latino)
Itsuomi Nagi (波岐 逸臣 Nagi Itsuomi?)
 Seiyū: Yū Miyazaki, Jeremy Herrera (español latino)
Ōshi Ashioki (芦沖 桜志 Ashioki Ōshi?)
Seiyū: Takeo Ōtsuka, Fabián Rétiz (español latino)
Kyōya Nagi (波岐 京弥 Nagi Kyōya?)
 Seiyū: Ryōta Ōsaka, Oscar de la Rosa (español latino)
Rin Fujishiro (藤白 りん Fujishiro Rin?)
 Seiyū: Kaede Hondo, Mónica Moreno (español latino)
Ema Nakazono (中園 エマ Nakazono Ema?)
 Seiyū: Nao Tōyama, Angélica Villa (español latino)
Shin Iyanagi (伊柳 心 Iyanagi Shin?)
 Seiyū: Tasuku Hatanaka, Héctor Jiménez C. (español latino)

## Contenido de la obra

### Manga
La serie está escrita e ilustrada por el dúo de autoras Suu Morishita conformado por Makiro y Nachiyan. Comenzó a serializarse en Dessert el 24 de julio de 2019. El 24 de junio de 2021, se anunció que el manga haría una pausa cuando la guionista Makiro dio a luz a un niño. El manga regresó en noviembre de 2021. Hasta febrero de 2025, se han publicado doce volúmenes de tankōbon.
En marzo de 2020, Kodansha USA anunció que había obtenido la licencia del manga para su publicación digital en inglés. En Anime Expo Lite en julio de 2020, anunciaron un lanzamiento impreso de la serie. Más tarde ese mes, anunciaron que publicarían capítulos de la serie digitalmente simultáneamente con el lanzamiento japonés K Manga de Kodansha agregó la serie a su catálogo de publicación simultánea en agosto de 2023 después de que la serie fuera eliminada de los servicios de Kodansha USA en enero. La serie también fue traducida al francés por Rosalys y publicada por Akata.

### Anime
El 5 de julio de 2023 se anunció una adaptación de la serie de televisión de anime. La serie está producida por Ajia-do Animation Works y dirigida por Yūta Murano, con Yōko Yonaiyama a cargo de la composición de la serie, Kasumi Sakai diseñando los personajes y Yukari Hashimoto componiendo la música. Se estrenó el 6 de enero de 2024 en Tokyo MX, Crunchyroll y otras redes. El tema de apertura, "Yuki no Ne", es interpretado por Novelbright, mientras que el tema de cierre, "Snowspring", es interpretado por ChoQMay. Crunchyroll obtuvo la licencia de la serie fuera de Asia. Muse Communication obtuvo la licencia de la serie en el sudeste asiático.
El 13 de diciembre de 2023, Crunchyroll anunció que la serie había recibido un doblaje en español latino, la cual se estrenó el 27 de enero.